# Histiotus macrotus
El murciélago orejudo grande o murciélago orejón (Histiotus macrotus) corresponde a un quiróptero Sudamericano
insectívoro de hábitos nocturnos.

## Descripción
Se caracteriza, como indica su nombre, por las enormes orejas que sobrepasan el largo del hocico. Su pelaje es de color pardo. Posee una longitud de 12 cm y una envergadura alar de unos 29 cm. La cola se encuentra incluida totalmente en el uropatagio.

## Distribución y hábitat
Se encuentra en Ecuador, Bolivia, Chile (desde la XV Región de Arica y Parinacota a la VIII Región del Biobío), Paraguay y Perú.
Suele habitar en zonas boscosas, construcciones y minas.

## Importancia sanitaria
Esta especie es considerada como vector biológico de la rabia.